# Nathalie Guetta
Pour les articles homonymes, voir Guetta.
Nathalie Évelyne Guetta, née le 9 septembre 1958 à Paris, est une actrice française (et naturalisée italienne) active cinématographiquement en Italie.

## Biographie
Nathalie Guetta est la demi-sœur de David Guetta, DJ, et la sœur de Bernard Guetta, journaliste et homme politique. Très jeune, elle commence une carrière de cirque en France et au Benelux. Arrivée à Naples à l'âge de 22 ans, elle se fait connaître en Italie à partir de 1989 pour ses acrobaties dans le spectacle de Maurizio Costanzo (Maurizio Costanzo Show (it)) et tournant au cinéma pour divers films .
À partir des années 2000, elle est surtout connue pour son rôle pendant 18 ans de Natalina dans la série télévisée Un sacré détective (Don Matteo) et sa  participation à l'émission de la saison 13 de Ballando con le stelle en 2018.

## Filmographie

### Cinéma
- 1989 : Roma-Paris-Barcelona de Paolo Grassini et Italo Spinelli
- 1992 : Les Amusements de la vie privée (I divertimenti della vita privata) de Cristina Comencini
- 1992 : Ricky & Barabba de Christian De Sica
- 1996 : Ritorno a casa Gori d'Alessandro Benvenuti
- 1998 : Un bugiardo in paradiso d'Enrico Oldoini
- 2005 : Passo a due d'Andrea Barzini
- 2005 : Nessun messaggio in segreteria de Paolo Genovese et Luca Miniero
- 2007 : La cena per farli conoscere de Pupi Avati

### Télévision
- 1996-1997 : Dio vede e provvede, de Enrico Oldoini – série TV
- 1997 : Nuda proprietà vendesi, de Paolo Costella et Enrico Oldoini – film TV
- 2000-en production : Don Matteo, Un sacré détective, de Enrico Oldoini – série TV
- 2010 : Ho sposato uno sbirro, de Carmine Elia – série TV